# Phyllorhachis sagittata
Phyllorhachis es un género monotípico de plantas herbáceas perteneciente a la familia de las poáceas. Su única especie: Phyllorhachis sagittata, es originaria de Sudáfrica. 